# Kafoumba Coulibaly
Kafoumba Coulibaly (Abidjan, 26 ottobre 1985) è un ex calciatore ivoriano, di ruolo centrocampista.

## Palmarès

### Club

#### Competizioni nazionali
- Campionato ivoriano: 2

ASEC Mimosas: 2003, 2004
- Coppa della Costa d'Avorio: 1

ASEC Mimosas: 2003